# イェジ・バヤン
イェジ・バヤン（Jerzy Bajan 、1901年5月4日 - 1967年6月27日）はポーランドのパイロットである。1930年代に国際飛行レースで活躍した。第二次世界大戦では、爆撃で左手の機能を失ったが、イギリスでポーランド亡命空軍のパイロットとして戦闘にも参加した。
Lwowに生まれた。父親は建築家であった。1918年にポーランドが独立すると17歳のバヤンは新設されたポーランド陸軍に参加し、1920年のポーランドとソビエトの戦争ではキエフの戦いに参加した。1922年に航空部隊に移り戦闘機パイロットになり、戦闘機部隊に配属された。
曲技飛行に情熱を持ち、ポーランドのアクロバットチームの創立者となった。3機の戦闘機PWS-Aの翼端をつないで飛行するという曲技飛行を演じた。国際競技飛行大会にも参加し、1931年にザグレブで開かれたアクロバット飛行大会で優勝し、1932年7月にチューリッヒ空港で開かれた航空ミーティングではPZL P.11のプロトタイプで参加し、2位に入賞し、チャレンジ 1932では43機中11位であった。1934年ワルシャワで開催されたチャレンジ 1934では優勝した。
1930年代後半はイギリスで教官の訓練を受けたあと、Grudziadzの飛行学校の校長となり、後にデンブリンのポーランド空軍士官候補生学校を指揮した。
第二次世界大戦が始まると、デンブリンに対するドイツ軍の爆撃によって左手を負傷して、その機能を失った。1940年にポーランドのパイロットたちとフランスに逃れ、さらにイギリスに逃れた。障害のために補助的な軍務に携わったが、しばしば左手に補助器具をつけて操作して飛行を行った。第二次世界大戦中に28回の出撃し、そのうち4度操縦した。各国から多くの勲章を贈られた。
戦後もイギリスに留まりイギリスに残ったポーランドのパイロットの会で活動し、会長も務めた。大戦中のポーランドのパイロットの撃墜記録を作った。晩年パーキンソン病を患い、1967年にロンドンで没した。